# تنغ انار سفلي (مقاطعة تشرام)
تنغ انار سفلي (بالفارسية: تنگ انار سفلی) هي قرية تقع في قسم بشتة ذيلايي الريفي (مقاطعة تشرام) في إيران. يقدر عدد سكانها بـ 63 نسمة .